# Lycoris flavescens
Lycoris flavescens là một loài thực vật có hoa trong họ Amaryllidaceae. Loài này được M.Kim & S.Lee mô tả khoa học đầu tiên năm 2004.